# 刘跃进
刘跃进（1959年1月24日—），湖南宁远人，生于广西桂林，男，汉族。曾任中华人民共和国公安部党委委员、反恐专员（副部长级）、中国人民政治协商会议第十三届全国委员会外事委员会委员、国家禁毒委员会副主任兼办公室主任、国家反恐怖工作领导小组副组长兼办公室主任。

## 生平
刘跃进于1977年9月加入中国共产党，1974年11月参加工作。
早年曾为广西桂林大河公社生产队长、广西人民广播电台编辑，后于西南政法学院刑事侦查专业毕业、获法学学士学位。在天津市公安局任职至副局长兼刑侦局局长，后历任公安部办公厅主任、中国人民武装警察部队学院副院长兼党委副书记、公安部禁毒局副局长（正局级）、公安部禁毒局局长。在公安部禁毒局局长任上以湄公河“10·5案”专案组组长身份带领专案组成员破获2011年金三角中国船员遇袭案（湄公河慘案）主犯糯康。
2014年11月任公安部部长助理。2015年1月不再兼任公安部禁毒局局长，5月接替公安部副部长李伟武警少将任国家禁毒委员会副主任、国家禁毒委员会办公室主任。2015年12月不再任公安部部长助理，同时出任公安部反恐专员（副部长级）。后接替公安部副部长李伟武警少将出任国家反恐怖工作领导小组副组长兼办公室主任。
2018年3月以特别邀请人士身份参加中国人民政治协商会议第十三届全国委员会并任中国人民政治协商会议第十三届全国委员会外事委员会委员。
2024年3月，因涉嫌严重违纪违法，接受中央纪委国家监委纪律审查和监察调查。9月11日，劉躍進黨籍被開除。同年9月24日，最高人民检察院依法以涉嫌受贿罪对刘跃进作出逮捕决定。
2025年3月27日，福建省福州市中级人民法院一审公开开庭审理了刘跃进受贿一案。公诉方福建省福州市人民检察院起诉指控：1992年至2020年，被告人刘跃进利用职务上的便利，为有关单位和个人在企业经营、融资借款等方面提供帮助，直接或通过他人非法收受财物共计折合人民币1.21亿余元。刘跃进当庭表示认罪悔罪。6月23日，福州市中院一审判处刘跃进死刑，缓期2年执行。

## 警衔
2015年12月晋升为副总警监。

## 荣誉
- 因成功侦破“湄公河10·5案”，刘跃进被公安部授予全国公安系统二级英雄模范荣誉称号[17]。
- 他所带领的公安部“湄公河10.5案”专案组获得2012年感动中国年度人物集体奖[18]。

## 影视形象
- 《湄公河大案》（2014年央视电视剧）- 由陈宝国饰演，角色：江海峰
- 《湄公河行动》（2016年电影）- 由孙淳饰演，角色：郁局长